# Ушатый, Василий Васильевич Чулок
Князь Василий Васильевич Ушатый по прозванию Чулок (ум. 1549) — воевода, наместник, окольничий, конюший и боярин на службе у Великих князей московских Василия III и Ивана Грозного,
Из княжеского рода Ушатые. Второй из пятерых сыновей Василия Федоровича Ушатого, внук родоначальника князя Ушатого. Принадлежал к роду князей моложских, отрасли князей Ярославских, XIX колено от Рюрика. Имел братьев, князей: Юрия Большого, Ивана Третьяка, Бориса и Юрия Меньшого.
Владел поместьями в районе Бежецка.

## Служба у Василия III
В 1507 году  второй воевода Сторожевого полка в походе из Великих Лук против литовцев. В 1508 году воевода Сторожевого полка на Мещере.
В 1513 году, во время Смоленского похода, послан в авангарде русских войск вторым воеводой полка левой руки от Дорогобужа к Смоленску. В 1514 году второй воевода войск левой руки во втором государевом походе к Смоленску. В 1515 году назначен вторым воеводой полка правой руки в Великие Луки, откуда вторым воеводой передового полка послан к Полоцку.
В 1517 году первый воевода Сторожевого полка на Мещере, откуда отправлен воеводой войск левой руки на Толстик.  В 1519 второй воевода в Мещере.
В 1520 году воевода Сторожевого полка, участвовал в Казанском походе. В этом же году воевода войск левой руки в походе из Новгорода к Полоцку, а по перемене воевод, пятый воевода на Мещере.
В 1521 году пятый воевода в Мещере, откуда ходил с войском вторым воеводою к Казани. В этом же году воевода Сторожевого полка на Толстике. В 1522 году воевода войск левой руки.
В 1524 году воевода Сторожевого полка, потом второй воевода судовой рати войск левой руке, участвовал в водном походе на Казань.
В июле 1527 года послан восьмым воеводою в Коломну в дополнение к уже стоявшим там воеводам, в конце августа велено ему идти в Нижний Новгород. В 1529 году воевода Сторожевого полка конной рати в Казанском походе, а по роспуску — воевода в Нижнем Новгороду, откуда послан пятым воеводой войск, которые стояли на берегу против Рославля.
В июле 1531 года стоял вторым воеводой в Бачманове.
В 1532 году пожалован окольничим.
В августе 1533 году при вторжении в Рязанские пределы из Крыма Сафа Гирея и Ислама отправлен в Коломну.

## Служба при Иване IV
В 1536 году наместник в Старой Руссе, откуда в апреле послан четвёртым воеводою в Мелвятицы. В 1537 году первый воевода на Мещере и на Толстике.
В 1538 году третий воевода на берегу против Рославля, в августе назначен третьим воеводой Передового полка под Коломной. В 1539 году под Коломной же, второй воевода полка левой руки. В 1540 году второй воевода войск правой руки на берегу Оки, в связи с нагайской угрозою. В 1541 году второй воевода Сторожевого полка под Рославлем для охранения от прихода крымцев, в июле ходил под Коломну против крымского хана Сахиб Герая пришедшего к берегу Оки напротив Ростиславля, и войска которого в августе не допустил перейти через Оку и принудил отступить из Российских пределов. В 1542 году воевода Передового полка в Алексине, в июне переведен в Коломну вторым воеводой полка правой руки. В 1543 году встречал вторым царя Шигалея.
В 1544 году пожалован чином — боярин. В 1547 году пожалован чином — конюший.
Умер в 1549 году,

## Семья
От брака с княжной Феотинией имел детей:
- Князь Ушатый Иван Васильевич — московский дворянин, первый полковой судья в шведском походе (1549), стольник и голова в государевом полку в походе к Полоцку (1551).
- Князь Ушатый Данила Васильевич — записан в третью статью московских детей боярских (1551), четвёртый воевода в Казани (1565), его жена упоминалась в разряде свадьбы Владимира Андреевича Старицкого и Евдокии Александровны Нагой.